# Essingen (Luxemburg)
Essingen (Luxemburgs: Essen) is een plaats in de gemeente Mersch en het kanton Mersch in Luxemburg.
Essingen telt 17 inwoners (2001).
Beringen · Berschbach · Essingen · Mersch · Moesdorf · Pettingen · Reckange · Rollingen · Schoenfels

Luxemburgse gemeenten · Kanton Mersch · Luxemburg